# Сіорца-Болібар
Сіорца-Болібар, Сенарруса-Пуебла-де-Болівар (баск. Ziortza-Bolibar (офіційна назва), ісп. Cenarruza-Puebla de Bolívar) — муніципалітет в Іспанії, у складі автономної спільноти Країна Басків, у провінції Біская. Населення — 396 осіб (2009).
Муніципалітет розташований на відстані близько 330 км на північ від Мадрида, 29 км на схід від Більбао.
На території муніципалітету розташовані такі населені пункти: (дані про населення за 2009 рік)
- Арта: 86 осіб
- Болібар: 164 особи
- Сеїнка-Сеаррегі: 113 осіб
- Сіорца-Гоєррія: 33 особи

## Галерея зображень

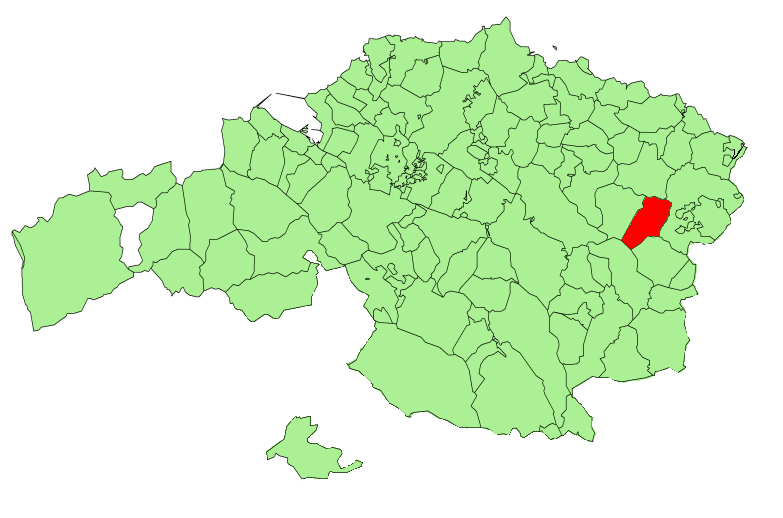
Розташування муніципалітету
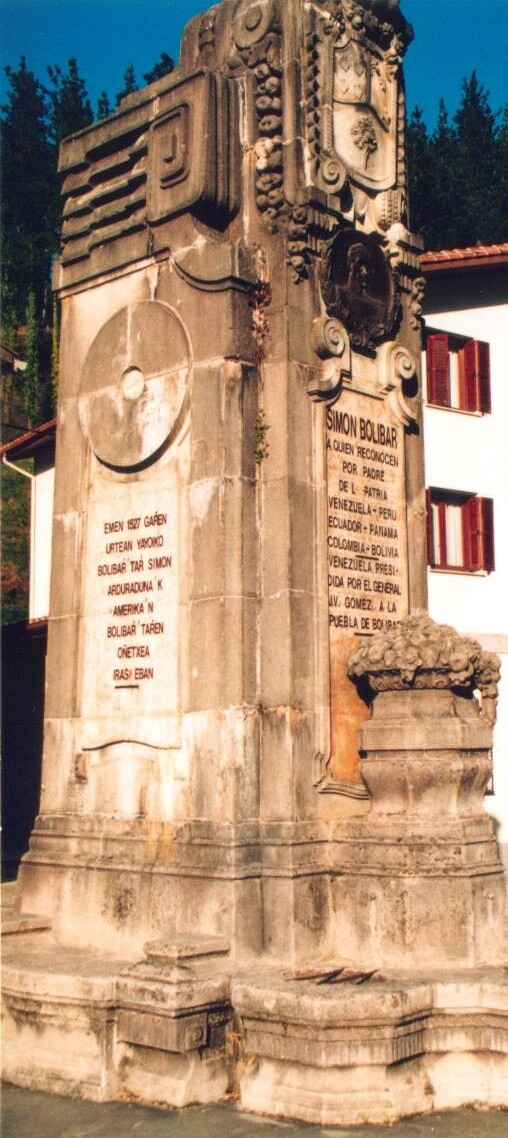
Пам'ятник Сімону Болівару
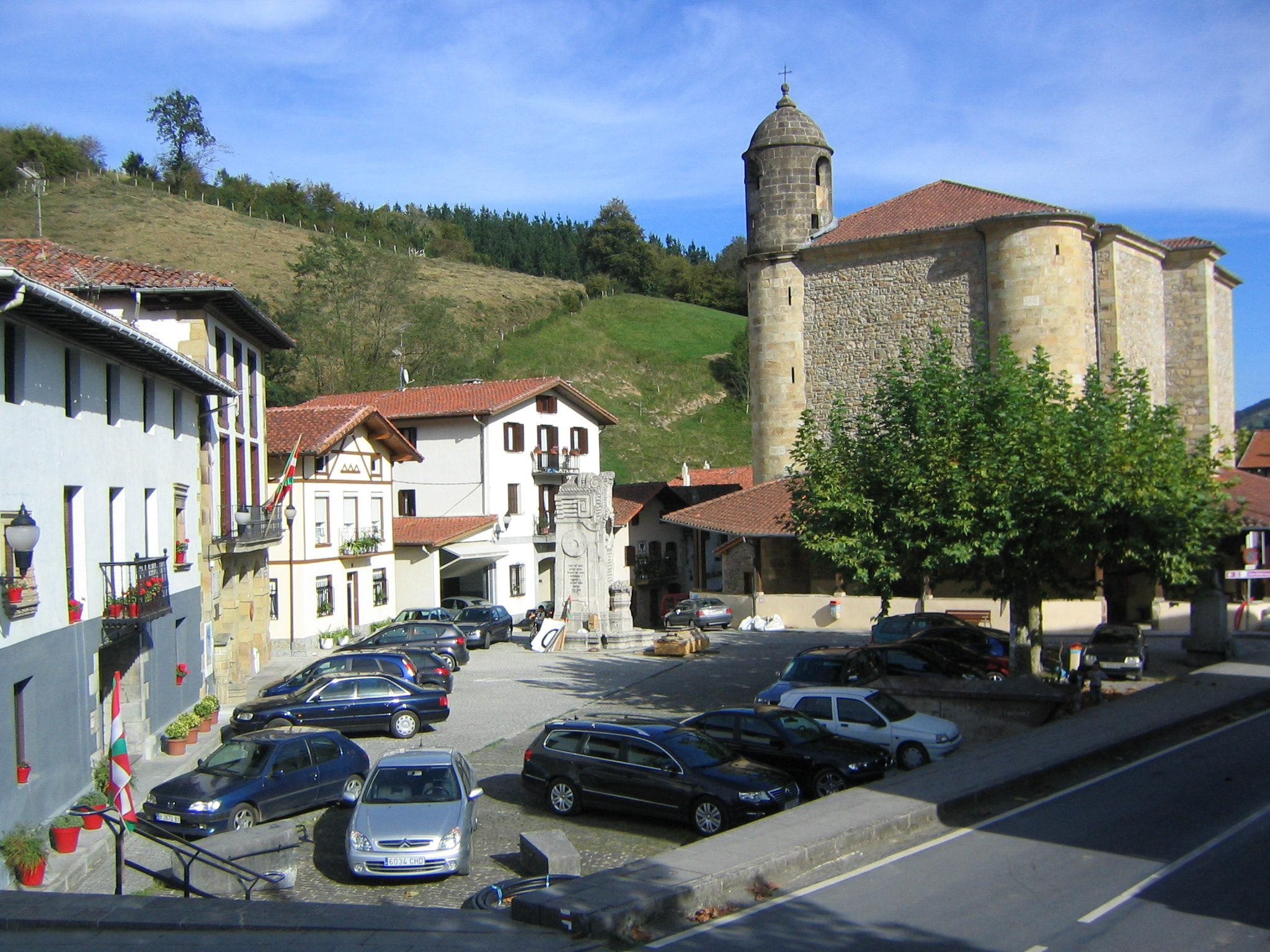
Площа Сімона Болівара